# Портування
Портування — модифікація програмного забезпечення для перенесення з однієї апаратної платформи на іншу або між різними операційними системами. Результат портування називають портом.
Необхідність портування операційної системи виникає при перенесенні її на комп'ютери з іншою архітектурою та іншим типом процесора з іншим набором команд. Портування потрібне також у випадку перенесення певних програмних продуктів, наприклад, відеоігор, з персонального комп'ютера на кишеньковий, мобільний телефон тощо.
Проте, навіть у випадку одного процесора, але різних ОС, наприклад Linux та Windows виникає необхідність зміни в програмному забезпеченні для успішної взаємодії із файловою системою, віконним середовищем, периферією.